# Али Бабаджан
Али Бабаджан (на турски: Ali Babacan) е турски политик, избран на 29 август 2007 г. за министър на външните работи на Турция в новия кабинет на преизбрания министър-председател Реджеп Тайип Ердоган. Бабаджан наследява Абдулах Гюл, който става президент. Той продължава да бъде преговарящ с ЕС за членството на Турция в съюза. Преди да бъде назначен за външен министър е министър на финансите в 58-ия кабинет, съставен от Партията на справедливостта и развитието (ПСР), която идва на власт през ноември 2002.

## Биография

### Ранен живот и образование
Али Бабаджан е роден на 9 октомври 1967 г. в град Анкара, Турция. Завършва Анкарски колеж на Турския образователен съюз (TED Ankara College) през 1985 г. с отличен успех, пръв в класа си. Продължава образованието си в Близкоизточния технически университет (БТУ) в родния си град и през 1989 г. завършва с отличие бакалавърска степен – промишлено инженерство. Заминава за САЩ със стипендия от фондация Фулбрайт, за да продължи следдипломното си образование и през 1992 г. получава магистърска степен по Стопанско управление от Училището по управление „Келог“ на Северозападния университет в Еванстън, Илинойс, със специализации по маркетинг, организационно поведение и международен бизнес.

### Финансова кариера
В САЩ Бабаджан работи като сътрудник на QRM Inc. в Чикаго – компания за финансови консултации на водещите банки в САЩ. Завръща се в Турция през 1994 г. и е назначен за главен съветник на кмета на Анкара още на същата година. От 1994 до 2002 г. е председател на управителния съвет на семейната текстилна компания.

### Политическа кариера
Влиза в политиката през 2002 г. като съосновател и член на управителния съвет на Партията на справедливостта и развитието (ПСР). Избран е за депутат от Анкара в парламента на Република Турция на 3 ноември 2002 г. Назначен е за министър по икономическите въпроси на 18 ноември 2002 г. и е най-младият член на кабинета, само на 35 години.
Бабаджан има задължението да проведе програма за болезнени икономически реформи, които имат за цел връщането на многомилионните заеми от МВФ; с негова помощ турската икономика постига забележително възстановяване след две тежки кризи. Той винаги остава встрани от острите политически препирни на турската политическа сцена и се фокусира единствено върху икономическата реформа, действайки по-скоро като технократ без да изпада в популизъм.
На 24 май 2005 г. министър-председателят Реджеп Тайп Ердоан представя неговата кандидатура за главен преговарящ на Турция в преговорите за членство в ЕС, които започват на 3 октомври през същата година.
Като министър Бабаджан взема участие в няколко международни срещи, включително Световния икономически форум в Давос, Швейцария и Билдерберг груп.
От 2007 до 2009 г. е външен министър на Турция. На 1 май 2009 г. Бабаджан е назначен за заместник министър-председател на Турция в правителството на Реджеп Тайп Ердоган, отговорен е за икономическите въпроси и държавната хазна.